# Werner Rittberger
Werner Rittberger, född 13 juli 1891 i Potsdam och död 21 augusti 1975 Krefeld, var en tysk vinteridrottare som var aktiv inom konståkning under 1910-talet och 20-talet. Han medverkade vid olympiska spelen i Saint Moritz 1928. Han slutförde dock inte tävlingen.